# Merdare
Pour l’article homonyme, voir Merdare (Podujevo).
Merdare (en serbe cyrillique : Мердаре) est un village de Serbie situé dans la municipalité de Kuršumlija, district de Toplica. Au recensement de 2011, il comptait 152 habitants.
Quand le Kosovo a été placé sous l'administration de l'ONU, un point de contrôle de l'armée serbe, de la police du Kosovo et de la KFOR a été établi à Merdare (Gate 3).

## Démographie
| 1948 | 1953 | 1961 | 1971 | 1981 | 1991 | 2002 | 2011 |
| ---- | ---- | ---- | ---- | ---- | ---- | ---- | ---- |
| 438  | 474  | 460  | 370  | 318  | 222  | 139  | 152  |

|  |